# 水星號海崖

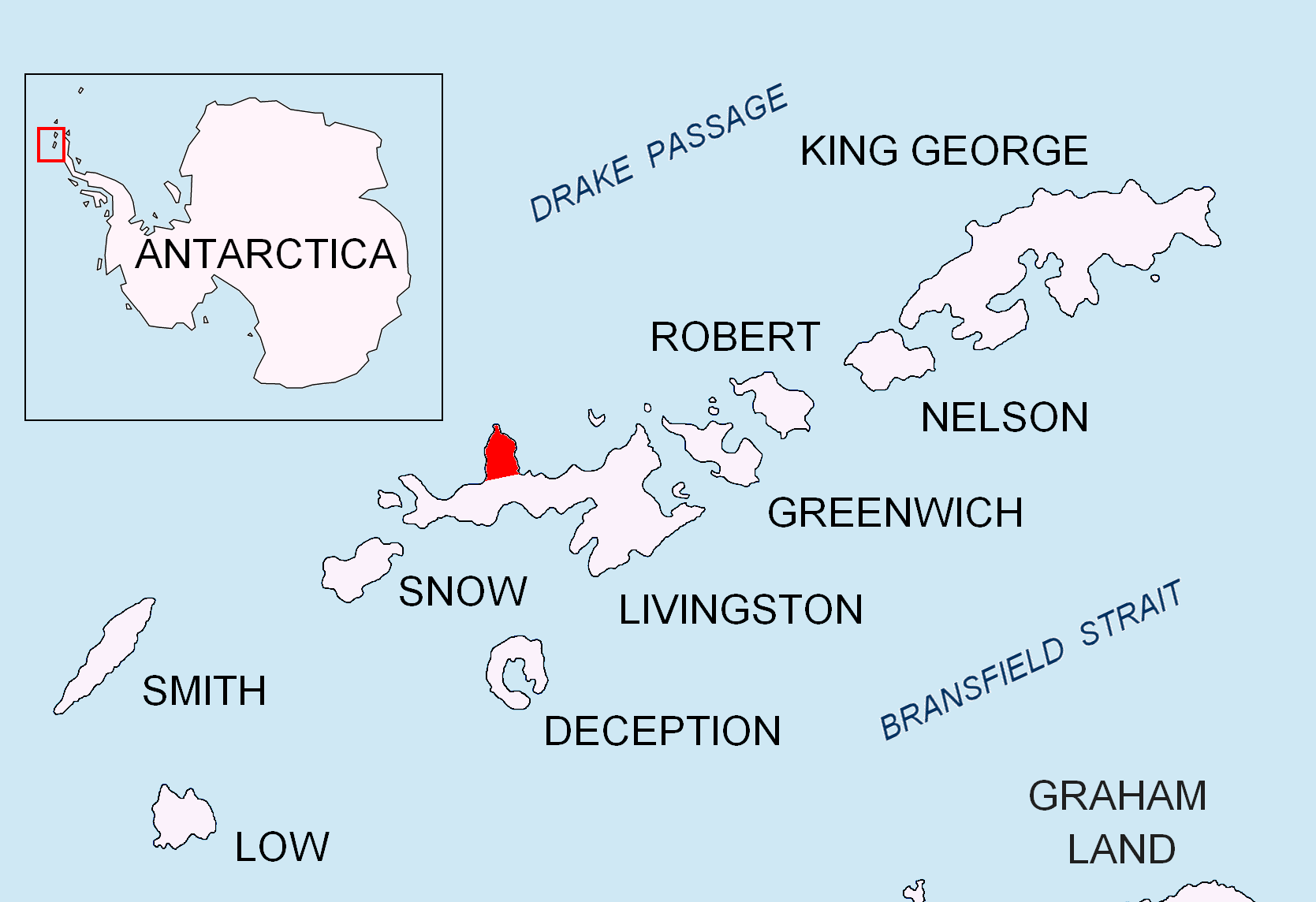

水星號海崖是南極洲的海崖，位於南設得蘭群島的利文斯頓島，處於若望保祿二世半島西北面，處於希里夫角西南面3.9公里、羅角東北面12公里和埃塞克斯角東北面20.85公里。
62°29′23.6″S 60°49′27.6″W / 62.489889°S 60.824333°W

## 外部連結
- SCAR Composite Antarctic Gazetteer（页面存档备份，存于）.